# 沃爾納特 (內布拉斯加州)
沃爾納特（英語：Walnut）是位於美國內布拉斯加州諾克斯縣的非建制地區。

## 歷史
沃爾納特的郵局於1875年設立，其後於1956年停運。

## 地理
沃爾納特所處的海拔為高於海平面478米（即1568英呎），而該地所採用的時區為UTC-6，即北美中部时区（CST）。同時該地設有夏令時間，為UTC-6調快一小時，即UTC-5（CDT）。